# Stenochilus
Stenochilus és un gènere d'aranyes araneomorfs de la família dels estenoquílids (Stenochilidae). Fou descrit per primera vegada per Octavius Pickard-Cambridge, l'any 1871.

## Taxonomia
Segons el World Spider Catalog amb data de 12 de gener de 2019, Stenochilus té 3 espècies del sud d'Àsia:
- Stenochilus crocatus Simon, 1884 – Birmània, Cambodja, Sri Lanka
- Stenochilus hobsoni O. Pickard-Cambridge, 1871 – Índia
- Stenochilus scutulatus Platnick & Shadab, 1974 – Índia